# Santiago Ayala
Santiago Agustín Ayala Rodríguez (Posadas, 6 maggio 2002) è un calciatore argentino, attaccante dell'Independiente.

## Caratteristiche tecniche
È un centravanti.

## Carriera
Ayala è cresciuto nel settore giovanile dell'Independiente, con cui ha debuttato il 24 luglio 2022 nell'incontro di Primera División perso 1-0 contro l'Atl. Tucumán. Il 30 settembre ha firmato il suo primo contratto professionistico, della durata di due anni.
Il 13 giugno 2023 è stato ceduto in prestito per 18 mesi al Tristán Suárez in Primera B Nacional. Ha segnato il suo primo gol in carriera il 1º luglio seguente nell'incontro pareggiato 1-1 contro il Villa Dálmine.

## Statistiche

### Presenze e reti nei club
Statistiche aggiornate al 3 aprile 2024.
| Stagione        | Squadra         | Campionato      | Campionato | Campionato | Coppe nazionali | Coppe nazionali | Coppe nazionali | Coppe continentali | Coppe continentali | Coppe continentali | Altre coppe | Altre coppe | Altre coppe | Totale | Totale | Totale |
| Stagione        | Squadra         | Comp            | Pres       | Reti       | Comp            | Pres            | Reti            | Comp               | Pres               | Reti               | Comp        | Pres        | Reti        | Pres   | Reti   |        |
| --------------- | --------------- | --------------- | ---------- | ---------- | --------------- | --------------- | --------------- | ------------------ | ------------------ | ------------------ | ----------- | ----------- | ----------- | ------ | ------ | ------ |
| 2022            | Independiente   | PD              | 8          | 0          | CA+CdL          | 1+0             | 0               |                    | -                  | -                  |             | -           | -           | 9      | 0      |        |
| 2023            | Tristán Suárez  | PBN             | 12         | 1          | CA              | 0               | 0               |                    | -                  | -                  |             | -           | -           | 12     | 1      |        |
| 2024            | Tristán Suárez  | PBN             | 5          | 0          | CA              | 0               | 0               |                    | -                  | -                  |             | -           | -           | 5      | 0      |        |
| Totale carriera | Totale carriera | Totale carriera | 25         | 1          |                 | 1               | 0               |                    | -                  | -                  |             | -           | -           | 26     | 1      |        |